# Conchapelopia esakianus
Conchapelopia esakianus är en tvåvingeart som först beskrevs av Tokunaga 1939.  Conchapelopia esakianus ingår i släktet Conchapelopia och familjen fjädermyggor. Inga underarter finns listade i Catalogue of Life.